# Pseudomugil inconspicuus
Pseudomugil inconspicuus is een  straalvinnige vissensoort uit de familie van blauwogen (Pseudomugilidae). De wetenschappelijke naam van de soort is voor het eerst geldig gepubliceerd in 1978 door Roberts.